# Advanced HeroQuest
Advanced HeroQuest è un gioco da tavolo prodotto dalla Games Workshop nel 1989, seguito di HeroQuest.

## Caratteristiche
L'originale HeroQuest era un gioco da tavolo d'avventura creato nel 1989 da Milton Bradley, in collaborazione con la società britannica Games Workshop. Più tardi, nello stesso anno, la Games Workshop pubblicò Advanced HeroQuest, un gioco simile ma più complesso. Le modifiche rispetto a HeroQuest includono regole più profonde e simili al regolamento di un gioco di ruolo, un tabellone modulare e l'uso di seguaci. Le missioni incluse nel manuale vedono gli eroi entrare in un dungeon infestato da Skaven, per recuperare un artefatto magico. Sebbene gli unici mostri inclusi nel set di miniature sono gli uomini-ratto conosciuti come Skaven, vengono fornite le statistiche per tutti i mostri che appaiono in HeroQuest, ed è possibile incontrarne alcuni o tutti grazie alle tabelle degli incontri di generazione casuale.
Ogni giocatore impersona uno dei quattro eroi, il Guerriero, il Nano, il Mago o l'Elfo, anche se le espansioni ufficiali e create dai fan ampliano notevolmente le possibilità di scelta, e partono all'esplorazione di un sotterraneo ricco di pericoli, trappole, mostri ma anche tesori e potenti oggetti magici, che gli permetteranno di diventare via via più potenti, consentendo di affrontare avversari progressivamente più pericolosi. Uno dei giocatori interpreta invece l'arbitro di gioco (AdG), che ha il compito di allestire il sotterraneo man mano che l'esplorazione va avanti e di muovere i mostri in cui si imbattono i personaggi, ma il gioco prevede anche una modalità completamente cooperativa senza AdG.
Il gioco fornisce corridoi e stanze per costruire il sotterraneo, numerosi tasselli per rappresentare oggetti, trappole e mostri, i manuali di gioco e diverse miniature in plastica, e più precisamente:
- 4 Eroi, per la precisione 1 Guerriero, 1 Nano, 1 Elfo, 1 Mago
- 20 Skaven
- 12 Seguaci
- 34 Scudi per Eroi, Mostri e Seguaci
- 6 Porte in plastica
- 66 Sezioni di Sotterraneo modulari
- 24 Segnalini Sotterraneo
- 14 Segnalini dei Personaggi Mostri
- 32 Segnalini-ferita per i Mostri
- 1 Amuleto di Solkan, diviso in 4 parti
- 4 Mappe del Tesoro in cartoncino
- 2 Dadi a 12 facce blu
- 1 Manuale delle regole del Gioco
- 1 Costoletta per raccoglitore Games Workshop

La meccanica di gioco si basa sull'uso dei soli dadi a 12 facce, che vengono usati per la risoluzione dei combattimenti e degli effetti del gioco.
Una sezione delle regole prevede una generazione casuale del labirinto, consentendo il gioco in solitario o cooperativo senza la presenza dell'Arbitro di Gioco.

## Espansioni
Un'espansione di Advanced HeroQuest chiamata Terror In The Dark è stata pubblicata nel 1991, aggiungendo nuovi mostri, tesori ed una nuova scuola di magia (il collegio dei Maghi Lucenti). Le avventure incluse vedevano gli eroi contrapporsi al Lichemaster, un potente negromante.
Contrariamente a quanto si crede, il Lichemaster non è apparso nel gioco originale HeroQuest. Questo personaggio è invece vagamente basato su Heinrich Kemmler, un negromante della campagna ‚Lichemaster‘ di Warhammer Fantasy Battle.
Una seconda espansione, chiamata Advanced Heroqeust Painting Set, conteneva colori per dipingere le miniature.
Negli anni, la comunità dei fan ha prodotto diverse nuove versioni del manuale, corrette e ampliate, che migliorano il regolamento e raccolgono anche tutti gli articoli usciti nella rivista White Dwarf.

## Giochi collegati

### HeroQuest
HeroQuest è il predecessore del gioco, con ambientazione analoga ed un sistema di regole notevolmente più semplice.

### Warhammer Quest
Warhammer Quest è un altro gioco simile edito da Games Workshop dopo l'uscita dal mercato dell'Advanced HeroQuest.